# Mapoteng
 (novembre 2013).
Si vous disposez d'ouvrages ou d'articles de référence ou si vous connaissez des sites web de qualité traitant du thème abordé ici, merci de compléter l'article en donnant les références utiles à sa vérifiabilité et en les liant à la section « Notes et références ».
Mapoteng est un conseil de communauté situé dans le district de Berea au Lesotho. En 2006, sa population était de 23 926 habitants.

## Villages
La communauté de Mapoteng comprend les villages suivants :
| Borakapane Botsoapa Ha 'Makhoroana Ha Arone Ha Filoane Ha Hlakolane Ha Jobo (Mapoteng) Ha Khotso (Mapoteng) Ha Lebenya Ha Lehomo Ha Macha (Mapoteng) Ha Mafamolane Ha Mahlomola Ha Makhobalo Ha Makoetje (Lefikeng) Ha Malima (Mapoteng) Ha Maloela (Mapoteng) Ha Malothoane (Lefikeng) Ha Matube Ha Mohapi Ha Mokhachane Ha Mokhobokoane Ha Mokone Ha Molebo (Mapoteng) Ha Moqachela Ha Morasenyane Ha Mosenya Ha Moshakha Ha Motjoli Ha Mpeshe Ha Mphanya (Mapoteng) | Ha Mphatsoanyane Ha Nthoba Ha Ntina Ha Ntsoso Ha Phalima Ha Pitso Ha Potjo Ha Qhobosheane Ha Rachere Ha Ramaema (Mapoteng) Ha Ramakoro Ha Ramohoete Ha Saba Ha Sekhahlela Ha Sekhomo (Mapoteng) Ha Selebeli (Nokong) Ha Tebalete Ha Tsepe Ha Weeto Kelekeqe Khetha Khohlong Koma-Koma Leboteng (Ha Telebate) Lekhalong Libakha Lifotholeng Likoting (Mapoteng) Machoaboleng Makoabating Mampating | Mapolateng Marena Mangata Masaleng (Ha Khomo-Ea-Leburu) Masenkeng Masetlaokong Matlapeng (Ha Ntina) Mokoallong (Mapoteng) Mothoba-Pelo Nokong Ntširele Nyareleng Paballong Phalole Phutha Popopo (Mapoteng) Sehlabeng Sehlabeng (Lefikeng) Sekhutlong Sekotjaneng Sentelina Taung Taung (Mapoteng) Taung (Nokong) Thaba-Chitja Thabana-Tšooana Thabong (Mapoteng) Thota-Tsehla (Mapoteng) Thoteng (Nokong) Tlokong (Ha Nthoba) Tsatsa-Le-Moea Tsokung |

## Santé
L'hôpital Maluti Adventist, fondé in 1951, comporte 150 lits et est situé à Mapoteng.